# Шеремет Олександр Петрович
Олекс́андр Петро́вич Шереме́т (29 жовтня 1950 — 8 серпня 2007) — український художник, живописець. Заслужений діяч мистецтв України.

## Біографія
Народився 29 жовтня 1950 року в селі Ревущине Кобеляцького району Полтавської області.
Ззакінчив Дніпропетровське художнє училище. Вже на початку своєї творчої діяльності здобув визнання. Брав участь у численних республіканських, всесоюзних та міжнародних художніх виставках.
В 1972 році продовжив навчання в Київському державному художньому інституті. Педагоги — професори Віктор Шаталін, Василь Гурін. Після закінчення навчання займався викладацькою роботою у рідній академії.
З 1985 року — член Національної спілки художників України. Професор кафедри живопису і композиції Національної академії образотворчого мистецтва і архітектури. Педагогічній діяльності присвятив понад 30 років.
16 грудня 1992 року указом Президента України Шеремету Олександру Петровичу «за великі особисті заслуги у розвитку українського образотворчого мистецтва та плодотворну педагогічну діяльність» присвоєне почесне звання Заслужений діяч мистецтв України.
Помер Олександр Петрович Шеремет в Києві 8 серпня 2007 року.

## Жанр і манера
За мистецьким напрямом Олександра Шеремета можна віднести до когорти художників-реалістів. В творчості митця переважав натюрморт, хоча в доробку художника є і пейзажі, портрети, тематичні картини. Станковий живопис художника вражає своєю красою і гармонією, активністю і експресивним характером.
В творах художника виявляється професійна майстерність композиції — рівноваги мас, об'ємів і кольорів. В різні періоди творчості О. Шеремет демонстрував певні уподобання у колористичному вирішенні і засобах художнього виразу, характері письма. При цьому його твори ніколи не втрачали індивідуальних рис митця.

## Виставкова діяльність, твори
Олександр Шеремет — учасник та лауреат міжнародних бієнале живопису у Львові, Дніпропетровську, Києві та пленерів у Румунії,Білорусі, Німеччині. Лауреат премії імені Федора Кричевського.
Картини митця зберігаються у музеях та приватних колекціях не тільки України, а і в Франції, Іспанії, Бельгії, Греції, США, Італії, Німеччині, Польщі, Румунії, Білорусі.

## Вшанування пам'яті
В пам'ять про митця Київська організація Національної спілки художників України започаткувала щорічну живописну виставу «Київський натюрморт» з присудженням мистецької премії імені О. П. Шеремета. Перша виставка відбулася 18 листопада 2010 року в конференц-залі Національної бібліотеки України імені В. І. Вернадського. У ній взяло участь 35 митців, серед яких були як визнані майстри пензля, члени спілки художників України, так і студенти Національної академії образотворчих мистецтв і архітектури. До експозиції увійшло 55 творчих робіт, що репрезентують натюрморт як жанр живописного мистецтва.